# Gynoplistia (Gynoplistia) biarmata
Gynoplistia (Gynoplistia) biarmata is een tweevleugelige uit de familie steltmuggen (Limoniidae). De soort komt voor in het Neotropisch gebied.